# Madeleine L'Engle
Madeleine L'Engle (New York, 29 novembre 1918 – Litchfield, 6 settembre 2007) è stata una scrittrice statunitense.
È conosciuta per i suoi libri per bambini, in particolare per Nelle pieghe del tempo (vincitore di una Medaglia Newbery) e per i suoi sequel : A Wind in the Door (vincitore di un National Book Award), A Swiftly Tilting Planet, Many Waters e An Acceptable Time. Le sue opere riflettono la sua fede cristiana e il suo forte interesse per la scienza moderna: il tesseratto, per esempio, è trattato in Nelle pieghe del tempo, il DNA mitocondriale in A Wind in the Door, la rigenerazione degli organi in Arm of the Starfish, e così via.

## Biografia
Madeleine L'Engle Camp nacque a New York City il 29 novembre 1918, e fu chiamata come sua nonna Madeleine "Mado" L'Engle; anche sua madre, pianista, si chiamava Madeleine. Suo padre, Charles Wadsworth Camp, fu uno scrittore, critico e corrispondente estero, un polmone del quale fu danneggiato da un'esplosione durante la prima guerra mondiale. Madeleine scrisse la sua prima storia all'età di cinque anni e cominciò a tenere un diario all'età di otto anni. Questi primi tentativi letterari non si tradussero in successo alla scuola privata di New York City, dove si iscrisse: era una bambina timida e goffa, fu bollata da alcuni insegnanti come stupida; incapace di piacere loro, si ritirò nel mondo dei libri e della scrittura.
Nel 1929 i Camp si trasferirono in un château vicino a Chamonix nelle Alpi francesi, nella speranza che l'aria più pulita potesse favorire i polmoni di Charles Camp. Madeleine fu mandata in una scuola ai confini della Svizzera. Nel 1933 la famiglia si trasferì nella Florida settentrionale e frequentò un'altra scuola di confine, Ashley Hall, a Charleston, Carolina del Sud. Quando il padre morì nel 1935, Madeleine giunse a casa troppo tardi per dirgli addio. Frequentò lo Smith College dal 1937 al 1941. Nel 1942 incontrò l'attore Hugh Franklin quando apparve nella commedia Il giardino dei ciliegi di Anton Chekhov. L'Engle sposò Franklin il 26 gennaio 1946, l'anno dopo la pubblicazione del suo primo romanzo, The Small Rain. La prima figlia della coppia, Josephine, nacque nel 1947.
Nel 1942 la famiglia si trasferì in una fattoria di 200 anni, chiamata Crosswicks nel Connecticut rurale. Per compensare il reddito della recitazione perso da Franklin acquistò un piccolo negozio di merci varie, mentre L'Engle continuò a scrivere. Bion, loro figlio, nacque lo stesso anno. Durante questo periodo, L'Engle prestò servizio come direttrice del coro nella locale Chiesa della Congregazione. Nel 1956, Maria, figlia di sette anni di amici di famiglia, andò a vivere con i Franklin dopo la morte dei suoi genitori, diventando infine parte della famiglia.
Nel 1959 i Franklin ritornano a New York City, dove Hugh poté riprendere la sua carriera di attore. Il trasloco fu preceduto da un viaggio in campeggio attraverso le campagne, durante il quale L'Engle ebbe per la prima volta l'idea per il suo più famoso romanzo Nelle pieghe del tempo. L'Engle completò il libro nel 1960. Letteralmente dozzine di editori rifiutarono la storia prima di Farrar, Straus e Giroux, che lo pubblicarono infine nel 1962.
Dal 1960 al 1966 (e di nuovo nel 1989 e 1990) L'Engle insegnò a St. Hilda's & St. Hugh's School a New York. Nel 1965 divenne una bibliotecaria volontaria alla Cathedral di St. John the Divine, anche a New York. Durante gli anni sessanta, settanta e ottanta scrisse dozzine di libri per bambini e adulti. Uno dei suoi libri per adulti, Two-Part Invention, una memoria del suo matrimonio, fu completato dopo la morte del marito per un cancro il 26 settembre del 1986. L'Engle rimase gravemente ferita in un incidente automobilistico nel 1991, ma si riprese abbastanza per vedere l'Antartide nel 1992. Bion Franklin morì il 17 dicembre 1999.
Per molti anni L'Engle mantenne il ruolo di scrittrice in permanenza alla Cathedral of St. John the Divine in New York City, generalmente trascorrendo gli inverni a New York e le estati a Crosswicks. Non le fu possibile viaggiare e insegnare negli ultimi anni a causa della riduzione dei movimenti dovuta all'osteoporosi, specie da quando nel 2002 soffrì di emorragia cerebrale. Di conseguenza abbandonò anche i suoi impegni e seminari. Una piccola raccolta postuma di opere, alcune delle quali non pubblicate precedentemente, è apparsa nel nuovo millennio.

## Riconoscimenti, onorificenze e organizzazioni
In aggiunta ai suoi numerosi riconoscimenti, medaglie e premi vinti per i libri che L'Engle ha scritto, ha personalmente ricevuto molte onorificenze nel corso degli anni. Tra questi l'essere nominata Dama dell'Ordine di San Giovanni di Gerusalemme (1972), l'USM Medallion dall'University of Southern Mississippi (1978), il premio dello Smith College "per servizi alla comunità o al college che esemplificano i propositi dell'educazione delle arti liberali" (1981), il premio Sophia per distinzioni nel suo campo (1984), il Regina Medal (1985), il premio ALAN per rilevanti contributi alla letteratura per adolescenti, presentato dal National Council of Teachers of English (1986) e il premio Kerlan (1990).
Nel 1985 fu la migliore oratrice alla Biblioteca del Congresso con un discorso intitolato Dare to be Creative! ("Osare di essere creativi!"). Lo stesso anno ottenne la carica biennale di presidente dell'Authors Guild. Ha inoltre ricevuto oltre una dozzina di lauree ad honorem da numerosi college e università; molte di queste la nominano dottore nelle Humanae Litterae, ma è stata anche nominata dottore in letteratura e dottore in teologia sacra, il più recente alla Berkeley Divinity School nel 1984; nel 1995 è stata scrittrice in residenza per la rivista Victoria. Nel 2004 le fu assegnata la National Humanities Medal, ma non poté partecipare alla cerimonia a causa delle precarie condizioni della sua salute. Dal 1976 il Wheaton College in Illinois ha mantenuto una speciale collezione dei fogli di Madeleine L'Engle.

## Visione d'insieme bibliografica
Le opere più conosciute di L'Engle sono divise tra i cicli di "Chronos" e "Kairos"; il primo è la cornice in cui si svolgono le storie della famiglia Austin e si presenta principalmente realistica, benché occasionalmente con elementi che potrebbero esser considerati fantascientifici. Il secondo è la cornice delle storie delle famiglie Murry e O'Keefe e presenta talvolta una cornice realistica e talvolta in una cornice più fantastica e magica. In generale, il più materiale realistico di Kairos è collocato nelle storie di O'Keefe, che trattano della seconda generazione di personaggi.
Le famiglie Murry-O'Keefe e Austin non dovrebbero esser considerate come viventi in universi narrativi separati, perché diversi personaggi si incrociano tra di loro, condividendo anche eventi storici.
In aggiunta ai romanzi e alle poesie, L'Engle ha scritto anche numerosi saggi, tra cui l'autobiografica Crosswicks Journals e altre esplorazioni su argomenti di arte e di fede. Talvolta è impossibile trovare una distinzione tra narrativa e memorie, dato che sono mescolate. Gli eventi reali dalla sua vita e storie della sua famiglia sono resi a loro modo in alcuni romanzi, mentre gli elementi immaginari, così come vengono presi i nomi di persone e luoghi, possono essere trovati nei suoi diari pubblicati.
Un tema spesso suggerito e occasionalmente esplicito negli scritti di L'Engle è che ciò che la gente chiama religione, scienza e magia sono semplicemente aspetti diversi di un'unica realtà; un tema che si può riscontrare anche nella narrativa di C. S. Lewis o Diane Duane.

## Opere (parziale)

### Kairos
- Prima-generazione (Murry) (Time Quartet)
  - Nelle pieghe del tempo (A Wrinkle in Time, 1962; vincitore della Medaglia Newbery)
  - A Wind in the Door, 1973
  - Many Waters, 1986
  - A Swiftly Tilting Planet, 1978[1]
- Seconda-generazione (O'Keefe)
  - The Arm of the Starfish, 1965
  - Dragons in the Waters, 1976
  - A House Like a Lotus, 1984
  - An Acceptable Time, 1989

### Chronos
- Meet the Austins, 1960
- The Moon by Night, 1963
- The Young Unicorns, 1968
- A Ring of Endless Light
- Troubling a Star, 1994
- A Severed Wasp, 1982

### Altri racconti
Serie di Katherine Forrester
- The Small Rain, 1945
- Prelude, 1968; un adattamento della prima metà di The Small Rain
- A Severed Wasp, 1982

Camilla Dickinson
- Camilla Dickinson, 1951, in seguito ripubblicato come Camilla
- A Live Coal in the Sea, 1996

Racconti singoli
- Ilsa (novel)|Ilsa, 1946
- And Both Were Young, 1949
- Poor Little Saturday 1956
- A Winter's Love, 1957
- The Love Letters, 1966; rivisto e ristampato come Love Letters, 2000
- The Other Side Of The Sun, 1971
- Certain Women, 1996

### The Crosswicks Journals
- A Circle of Quiet, 1972
- The Summer of the Great-grandmother, 1974
- The Irrational Season, 1977
- Two-Part Invention: The Story of a Marriage, 1988

### Poesia
- Lines Scribbled On An Envelope, 1969
- The Weather Of The Heart, 1978
- A Cry Like A Bell, 1987
- The Ordering of Love: The New and Collected Poems of Madeleine L'Engle, 2005 (include ristampe da sopra)

### Religione, artisti e altre autobiografie
- Madeleine L'Engle Herself: Reflections on a Writing Life, compilato da Carole Chase
- Penguins and Golden Calves
- The Rock That Is Higher: Story as Truth
- Walking on Water: Reflections on Faith and Art